# Frans Oskar Mörtsell
Frans Oskar Mörtsell (i riksdagen kallad Mörtsell i Mörttjärn), född 12 maj 1861 i Arvidsjaur, död 25 juli 1942 i Malå, var en svensk lantbrukare och politiker (högerman).
Frans Oskar Mörtsell var riksdagsledamot i andra kammaren 1909-1914, fram till 1911 för Norsjö och Malå tingslags valkrets och från 1914 för Västerbottens läns norra valkrets. I riksdagen tillhörde han Nationella framstegspartiet 1909-1911 och därefter Lantmanna- och borgarepartiet. Brorson till kyrkoherde Johannes Mörtsell.